# Union (centro sindical húngaro-alemán)
«Union» era una central sindical de trabajadores húngaros y alemanes en Eslovaquia. A principios de 1920 «Union» tenía una membresía de alrededor de 40.000 trabajadores en el suroeste de Eslovaquia. Gyula Nagy, una figura importante en la izquierda en Eslovaquia en tal época, era el secretario de «Union» (además era el secretario de la Unión de Trabajadores del Campo del Suroeste de Eslovaquia y parlamentario del Partido Socialdemócrata Húngaro-Alemán). «Union» tenía una presencia fuerte entre los trabajadores agrícolas. La organización estaba vinculada al Partido Socialdemócrata Húngaro-Alemán.
La organización surgió después de la final de la Primera Guerra Mundial. «Union» fue una continuación de la Gewerkschaftskartell (consejo sindical) húngaro-alemán. Se llevó a cabo un congreso de sindicatos húngaros y alemanes de la región de Bratislava del 28 al 30 de septiembre de 1919. La fundación de la nueva organización inicialmente había estado previsto para el 21 de marzo de 1919, pero había sido postergada con la intención de esperar la aparición de un mejor entorno para la cooperación con los sindicatos eslovacos. Antes del congreso de septiembre de 1919, sin embargo, el Comité Ejecutivo de Eslovaquia de la Asociación Sindical de Checoslovaquia inicialmente había llamado a sus afiliados no asistir. La Asociación Sindical de Checoslovaquia habían sido invitados al congreso con el fin de discutir las posibilidades de coordinación de acciones. Al final, el liderazgo del Partido Socialdemócrata Obreo de Chechoslovaquia intervino, y el Comité Ejecutivo de Eslovaquia de la Asociación Sindical de Checoslovaquia retiró su anterior decisión. Tanto el Partido Socialdemócrata Obreo de Chechoslovaquia y la Asociación Sindical de Checoslovaquia asistieron al congreso de fundación de «Union». El congreso resolvió que el objetivo de la organización sería la de buscar la unidad del movimiento sindical en la República Chechoslovaca sobre la base territorial de la Asociación Sindical de Checoslovaquia. Durante el congreso se formó una comisión especial para examinar las posibilidades de una fusión entre «Union» y la Asociación Sindical de Checoslovaquia, con participantes de ambas organizaciones. Sin embargo «Union» se opuso a una unificación inmediata con los sindicatos de Eslovaquia, buscando un alto grado de autonomía al corto plazo. «Union» solicitó registración de personería jurídica el 25 de octubre de 1919.
«Union» envió representantes al congreso eslovaco de la Asociación Sindical de Checoslovaquia, celebrada en Piešťany enero 6-8 1920. En el congreso de los representantes de la Unión declaraban que consideraron "prematura" la unificación entre las organizaciones.
El 14 de marzo de 1920 se llevó a cabo en Žilina un congreso extraordinario de «Union». La Asociación Sindical de Checoslovaquia, el Partido Socialdemócrata Obrero de Chechoslovaquia y la Unión Sindical Alemán de Bohemia enviaron representantes al congreso. En el congreso de Žilina, la tendencia izquierdista tenía una presencia fuerte. El congreso se llevó a cabo con la intención de prevenir posibles conflictos entre las alas comunistas y moderadas del movimiento.
«Union» celebró un congreso el 5 de septiembre de 1920 en Bratislava, lo cual decidió pedir la unificación con la Asociación Sindical de Checoslovaquia basis de 'la plataforma de la Tercera Internacional'. Esta postura fue rechazada por los dirigentes socialdemócratas del movimiento obrero húngaro-alemán, sin embargo. También era poco realista para poner en práctica, como los comunistas seguían siendo una minoría dentro de la Asociación Sindical de Checoslovaquia. Sin embargo, las discusiones sobre la unificación continuaba y al final de septiembre de 1920 de la Unión decidió fusionar con la Asociación Sindical de Checoslovaquia. La fusión fue realizada a principios de 1921. Alrededor de 30.000 trabajadores húngaros y alemanes se unió a la sección de Eslovaquia de la Asociación Sindical de Checoslovaquia. Sin embargo, muchos de ellos pronto salieron para entrar a la nueva central sindical comunista.